# 담양 성도리 석불입상
담양 성도리 석불입상은 대한민국 전라남도 담양군 무정면 성도리에 있다. 2003년 6월 30일 담양군의 향토문화유산 제2-5호로 지정되었다.

## 개요
담양 도동저수지 근처 평지에 있는 조선시대의 석불로, 민간신앙과 결합되어 있는 불상으로 여겨지는데 고개를 약 15도 정도 숙이고 있다. 무릎 아래는 흙 속에 묻혀 있어 파악할 수 없으며, 광배(光背)를 갖추고 있다. 높이 167cm(머리 높이 47cm), 어깨 폭 72cm, 광배 높이 116cm, 광배 폭 87cm에 이른다.